# Jack Halberstam
Jack Halberstam ([ˈhælbərstæm], nascido 15 de dezembro de 1961) é professor titular do Departamento de Inglês e Literatura Comparada e do Instituto de Pesquisa sobre Mulheres, Gênero e Sexualidade na Universidade de Columbia. Antes dessa nomeação em 2017, Halberstam foi Professora de Estudos Americanos e Etnicidade, Estudos de Gênero e Literatura Comparada e Diretora do Centro de Pesquisa Feminista da University of Southern California (USC). Halberstam foi Professor Associado do Departamento de Literatura da Universidade da Califórnia em San Diego antes de trabalhar na USC. Halberstam é um teórico e autor de gênero e queer
Concentrando-se no tópico de tomboys e masculinidade feminina para seus escritos, seu livro de 1998 Female Masculinity discute um subproduto comum do binarismo de gênero, denominado “o problema do banheiro”, delineando o dilema perigoso e estranho da justificativa de presença de um desviante de gênero uma zona policiada por gênero, como um banheiro público, e as implicações de passabilidade. Designado como mulher ao nascer, ele aceita pronomes masculinos e femininos, e o nome "Judith" além de "Jack", para si mesmo.
Halberstam dá palestras nos Estados Unidos e internacionalmente sobre o fracasso queer, sexo e mídia, subculturas, cultura visual, variação de gênero, filme popular e animação. Halberstam está atualmente trabalhando em vários projetos, incluindo um livro sobre fascismo e homossexualidade.

## Juventude, educação e identidade de gênero
Halberstam recebeu um BA em Inglês pela University of California, Berkeley em 1985, um MA pela University of Minnesota em 1989 e um Ph.D. da mesma escola em 1991. Halberstam é judeu de ascendência boêmia.
Designado como mulher ao nascer, Halberstam atende pelos pronomes masculinos e o nome “Jack”, mas diz que é "vagabundo" e um "flutuador livre" quando se trata de seu gênero. Ele diz que “algumas pessoas me chamam de Jack, minha irmã me chama de Jude, as pessoas que conheço desde sempre me chamam de Judith” e “Eu tento não policiar nada disso. Muitas pessoas me chamam de ele, algumas pessoas me chamam de ela, e eu deixo que seja uma mistura estranha de coisas.”  Ele diz que "o vaivém entre ele e ela meio que captura a forma que meu gênero assume hoje em dia” e que os pronomes de gênero flutuantes capturaram sua recusa em resolver sua ambiguidade de gênero. Ele, no entanto, diz que “me agrupar com outra pessoa que parece ter uma encarnação feminina e depois nos chamar de ‘mulheres’, nunca, nunca é ok!”

## Carreira

### Female Masculinity
Em Female Masculinity (1998), Halberstam procura identificar o que constitui a masculinidade na sociedade e no indivíduo. O texto sugere primeiro que a masculinidade é uma construção que promove marcas particulares de masculinidade enquanto, ao mesmo tempo, subordina “masculinidades alternativas”. O projeto enfoca especificamente as maneiras pelas quais a masculinidade feminina tem sido tradicionalmente ignorada na academia e na sociedade em geral. Para ilustrar um mecanismo cultural de subordinação de masculinidades alternativas, Halberstam cita James Bond e GoldenEye como exemplo, observando que a performance de gênero neste filme está longe do que é tradicional: M é o personagem que "executa a masculinidade de forma mais convincente", Bond só pode executam a masculinidade por meio de suas roupas e dispositivos suaves, e Q pode ser lido "como um modelo perfeito da interpenetração de regimes queer e dominantes". Essa interpretação desses personagens desafia as ideias arraigadas sobre quais qualidades criam a masculinidade. Halberstam também traz o exemplo da moleca, um caso claro de uma menina jovem exercendo qualidades masculinas - e levanta a complicação de que dentro de uma figura jovem, a ideia de masculinidade expressa dentro de um corpo feminino é menos ameaçadora, e só se torna ameaçadora quando aqueles as tendências masculinas ainda são aparentes à medida que a criança avança na idade.

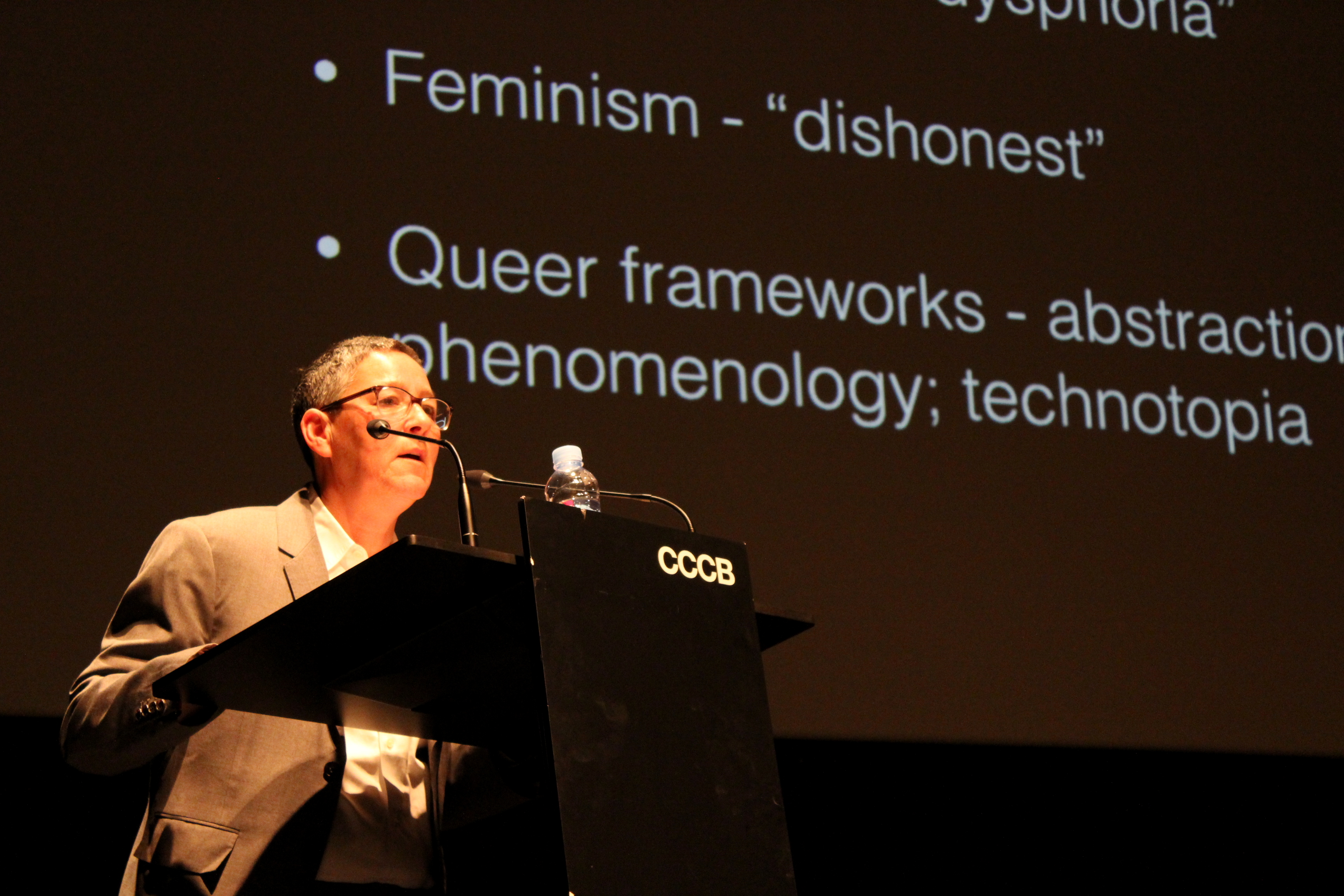
Jack Halberstam palestrando sobre Trans* Bodies no CCCB (Centro de Cultura Contemporània de Barcelona), em 1 de fevereiro de 2017

Halberstam então se concentra no "problema do banheiro". Aqui, a questão do binário de gênero é levantada. Halberstam argumenta que o problema de ter apenas dois banheiros separados para gêneros diferentes, sem lugar para pessoas que não se enquadram em nenhuma das categorias, é um problema. Afirma-se ainda que nosso sistema de banheiro não é adequado para os diferentes gêneros da sociedade. O problema do policiamento que ocorre ao redor dos banheiros também é um ponto focal para examinar o problema do banheiro; Não se trata apenas de um policiamento no nível jurídico, mas também no social. O aspecto social do policiamento, de acordo com Halberstam, torna ainda mais difícil para as pessoas que não se enquadram clara e visivelmente em uma categoria ou outra usar os banheiros públicos sem se deparar com algum tipo de situação violenta ou desconfortável.

### A arte queer do fracasso
Em A arte queer do fracasso, Halberstam argumenta que o fracasso pode ser produtivo, uma forma de criticar o capitalismo e a heteronormatividade. Usando exemplos da cultura popular, como os filmes de animação da Pixar, Halberstam explora alternativas ao individualismo e ao conformismo. L. Ayu Saraswati chama A arte queer do fracasso de “um livro inovador que reorienta o fracasso e sua relação com o processo de produção de conhecimento e de estar no mundo”.

### "Telling Tales: Brandon Teena, Billy Tipton, and Transgender Biography"
“Telling Tales” é um ensaio preocupado com a política de “passabilidade”, bem como com a ética da biografia transgênero. O ensaio discute como as mulheres “passáveis” são frequentemente acusadas de serem enganosas e sujeitas a violações brutais e assassinato. Halberstam questiona quem controla as narrativas que circulam sobre a vida das pessoas trans. O artigo discute “a biografia transgênero como um projeto às vezes violento, muitas vezes impreciso, que busca apagar brutalmente os detalhes cuidadosamente administrados da vida de uma pessoa que passa e que reformula o ato de passar por engano, desonestidade e fraude”. O ensaio também fornece uma breve história transgênero que é acompanhada por uma definição de termos como masculinidade feminina, transexual, realidade, o ‘real’, homens trans, butch e femme. O autor pensa que os corpos trans têm uma certa ilegibilidade e desconfia dos “especialistas” que tentam ler, documentar e definir “vidas repletas de contradições e tensões”.

### Gaga Feminism
Em Gaga Feminism, Halberstam usa Lady Gaga como um símbolo para uma nova era de expressão sexual e de gênero no século XXI. O livro foi notado como “um trabalho que se envolve na teorização das relações de gênero contemporâneas e suas narrativas culturais, e a prática de convocar uma reviravolta caótica das categorias normativas em um ato de anarquia sociopolítica”. Halberstam descreve cinco princípios do feminismo Gaga:

- A sabedoria está no inesperado e no imprevisto.
- A transformação é inevitável, mas não procure evidências de mudança no dia a dia; olhe em volta, olhe nas periferias, nas margens, e aí você verá o impacto.
- Pense de forma não intuitiva, aja de acordo.
- Pratique a descrença criativa.
- O “feminismo Gaga” é ultrajante... indelicado, abrupto, abrasivo e ousdo.

Halberstam usa exemplos da cultura pop contemporânea, como Bob Esponja, Bridesmaids e Dory de Procurando Nemo para explorar esses princípios.

### Outros trabalhos
In a Queer Time and Place: Transgender Bodies, Subcultural Lives, publicado em 2005, analisa a subcultura queer e propõe uma concepção de tempo e espaço independente da influência do estilo de vida heterossexual / familiar normativo. Halberstam é coeditor da série de livros “Perverse Modernities” com Lisa Lowe.
Trans*: A Quick and Quirky Account of Gender Variability, publicado em 2018, examina desenvolvimentos recentes nos significados de gênero e corpos com gênero. Através da dissecação de linguagem de gênero e criações da cultura popular, Halberstam apresenta uma visão complexa do corpo trans e seu lugar no mundo moderno.

## Vida pessoal
Halberstam é um de seis filhos, incluindo Naomi, Lucy, Michael, Jean e John. O pai de Halberstam, Heini Halberstam, e a mãe, Heather Peacock, se casaram até a morte de Heather em um acidente de carro em 1971. Heini Halberstam casou-se com Doreen Bramley logo em seguida, e eles tiveram um casamento de 42 anos até a morte de Heini em 25 de janeiro de 2014 em Champaign, Illinois, aos 87 anos.
Halberstam é abertamente atraído por mulheres. Após um relacionamento de 12 anos, Halberstam está romanticamente envolvido com Macarena Gomez-Barris, uma professora de sociologia de Los Angeles, desde 2008. Halberstam disse que não sente pressão para se casar, vendo o casamento como uma instituição patriarcal que não deveria ser um pré-requisito para obter cuidados de saúde e considerar os filhos "legítimos". Halberstam acredita que “a forma ‘casal’ está falhando”.

## Honras e prêmios
Halberstam foi nomeado três vezes para o Lambda Literary Awards, duas vezes para o livro de não ficção Female Masculinity.
- Halberstam, Judith and Ira Livingston, Eds. Posthuman Bodies. Bloomington: Indiana University Press, 1995. ISBN 0-253-32894-2 & 0253209706
- Halberstam, Judith. Skin Shows: Gothic Horror and the Technology of Monsters. Durham: Duke University Press, 1995. ISBN 0-8223-1651-X
- Halberstam, Judith. Female Masculinity. Durham: Duke University Press, 1998. ISBN 0-8223-2226-9
- Halberstam, Judith and Del LaGrace Volcano. The Drag King Book. London: Serpent's Tale, 1999. ISBN 1-85242-607-1
- Halberstam, Judith. In a Queer Time and Place: Transgender Bodies, Subcultural Lives. New York: New York University Press, 2005. ISBN 0-8147-3584-3
- Halberstam, Judith, David Eng & José Esteban Muñoz, Eds. What's Queer about Queer Studies Now? Durham: Duke University Press, 2005. ISBN 0-8223-6621-5
- Halberstam, Judith. The Queer Art of Failure. Durham: Duke University Press, 2011. ISBN 0-8223-5045-9
- Halberstam, J. Jack. Gaga Feminism. Boston: Beacon Press, 2012. ISBN 978-080701098-3
- Halberstam, Jack. Trans*: A Quick and Quirky Account of Gender Variability. Oakland: University of California Press, 2018. ISBN 978-0520292697
- Halberstam, Jack. Wild Things: The Disorder of Desire. Durham: Duke University Press, 2020. ISBN 978-1-4780-1108-8

## Artigos e capítulos de livros
- "F2M: The Making of Female Masculinity." in The Lesbian Postmodern. Edited by Laura Doan. New York : Columbia University Press, 1994. pp. 210–228.
- "Technologies of Monstrosity: Bram Stoker's Dracula" in Cultural Politics at the Fin de Siècle. Edited by Sally Ledger and Scott McCracken. Cambridge [U.K.], New York: Cambridge University Press, 1995. pp. 248–266.
- "Queering Lesbian Studies." in The New Lesbian Studies: Into the Twenty-first Century. Edited by Bonnie Zimmerman and Toni McNaron. New York: Feminist Press at The City University of New York, 1996. 1st ed. pp. 256–261.
- "The Art of Gender" in Rrose is a rrose is a rrose: Gender Performance in Photography. by Jennifer Blessing with contributions by Judith Halberstam. New York: Guggenheim Museum, 1997. pp. 176–189.
- "Sex Debates." in Lesbian and Gay Studies: A Critical Introduction. Edited by Andy Medhurst and Sally R. Munt. London, Washington: Cassell, 1997. pp. 327–340.
- "Techno-Homo: On Bathrooms, Butches, and Sex with Furniture." in Processed Lives: Gender and Technology in Everyday Life Edited by Jennifer Terry and Melodie Calvert. London, New York: Routledge, 1997. pp. 183–194.
- "Between Butches" in Butch/Femme: Inside Lesbian Gender. Edited by Sally R. Munt & Cherry Smyth. London : Cassell, 1998. pp. 57–66.
- "Telling Tales: Brandon Teena, Billy Tipton, and Transgender Biography." in Passing: Identity and Interpretation in Sexuality, Race, and Religion. Edited by María Carla Sánchez and Linda Schlossberg. New York: New York University Press, 2001. pp. 13–37.
- "The Good, The Bad, and The Ugly: Men, Women, and Masculinity." in Masculinity Studies & Feminist Theory: New Directions. Edited by Judith Kegan Gardiner. New York: Columbia University Press, 2002. pp. 344–368.
- "An Introduction to Female Masculinity." in The Masculinity Studies Reader. Edited by Rachel Adams and David Savran. Malden, MA: Blackwell, 2002. pp. 355–374.
- "An Introduction to Gothic Monstrosity." in Strange Case of Dr. Jekyll and Mr. Hyde: An Authoritative Text, Backgrounds and Contexts, Performance Adaptations, Criticism / Robert Louis Stevenson. Edited by Katherine Linehan. New York: Norton, 2003. 1st ed. pp. 128–131.
- "The Transgender Look." in The Bent Lens: A World Guide to Gay and Lesbian Film. Edited by Lisa Daniel & Claire Jackson. Los Angeles, CA: Alyson Books, 2003. 2nd ed. (1st U.S. ed.) pp. 18–21.
- "Oh Bondage Up Yours! Female Masculinity and the Tomboy." in Curiouser: On the Queerness of Children. Edited by Steven Bruhm and Natasha Hurley. Minneapolis: University of Minnesota Press, 2004. pp. 191–214.
- "Transgender Butch: Butch/FTM Border Wars and the Masculine Continuum." in Feminist Theory: A Reader. Edited by Wendy K. Kolmar, Frances Bartkowski. Boston: McGraw-Hill Higher Education, 2005. 2nd ed. pp. 550–560.
- "Automating Gender: Postmodern Feminism in the Age of the Intelligent Machine." in Theorizing Feminism: Parallel Trends in the Humanities and Social Sciences. Edited by Anne C. Herrmann and Abigail J. Stewart. Chapter 21.
- "Sweet Tea and the Queer Art of Digression." in Two Truths and a Lie by Scott Turner Schofield. Ypsilanti, MI: Homofactus Press, 2008. pp. 9–12.